# Боркі (гміна Масловіце)
Боркі (пол. Borki) — село в Польщі, у гміні Масловиці Радомщанського повіту Лодзинського воєводства.
Населення — 126 осіб (2011).
У 1975-1998 роках село належало до Пйотрковського воєводства.

## Демографія
Демографічна структура станом на 31 березня 2011 року:
|          | Загалом | Допрацездатний вік | Працездатний вік | Постпрацездатний вік |
| -------- | ------- | ------------------ | ---------------- | -------------------- |
| Чоловіки | 63      | 7                  | 37               | 19                   |
| Жінки    | 63      | 7                  | 32               | 24                   |
| Разом    | 126     | 14                 | 69               | 43                   |